# غريغ جاكسون
غريغ جاكسون (بالإنجليزية: Greg Jackson)‏ هو لاعب كرة قدم أمريكية أمريكي، ولد في 20 أغسطس 1966 في هياليه في الولايات المتحدة.

## روابط خارجية
- غريغ جاكسون على موقع مرجع كرة القدم المحترفة.كوم (الإنجليزية)